# Little Grill Collective
Little Grill Collective – restauracja spółdzielcza w Harrisonburgu w Stanach Zjednoczonych. Została założona w 2003 w budynku, który od lat 30. XX wieku funkcjonuje jako restauracja.
Spółdzielnia należy do Downtown Dining Alliance oraz U.S. Federation of Worker Cooperatives. Znana jest ze swojej ekscentrycznej, eklektycznej, domowej atmosfery, m.in. z pudełkami starych kart Trivial Pursuit na stołach.

## Historia
The Little Grill jest restauracją w Harrisonburgu w Wirginii od lat 30. XX wieku; wcześniej była to łaźnia dla pobliskiego basenu. Na początku lat 80. Christopher Boyer, pracujący dla ówczesnej właścicielki i „mistrzyni kuchni” Marii Prytuli – urodzonej na Ukrainie artystki i poetki (zm. 2012), rozpoczął wynajmowanie miejsca na weekendowe wieczory w celu prezentacji występów rockowych i teatralnych. W tym okresie rozpoczęła się „hippisowska” atmosfera restauracji. Christopher Boyer kupił wykupił ją w 1985 razem z muzykiem bluesowym i kucharzem Little Grill, Bobem Driverem – w tamtym momencie lokal stał się pełnowartościową restauracją serwującą trzy posiłki dziennie oraz z rozrywką na żywo w weekendy. John Eckman wykupił część firmy Boyera w 1986, a on i Driver sprzedali restaurację Tomowi Kildea w 1990. Następnie Kildea sprzedał restaurację swojemu byłemu pracownikowi Ronowi Copelandowi w 1992.
Copeland wprowadził zmiany w menu, które mają na celu przyciągnięcie etycznie myślących kelnerów i wegetarian. Usunął również ze sprzedaży wszystkie produkty wytwarzane przez międzynarodowe koncerny, takie jak Coca-Cola, Anheuser-Busch, Miller, Coors i Folgers.

### Free Food For All Soup Kitchen
Pierwotnym wkładem Copelanda było Free Food For All Soup Kitchen, które w każdy poniedziałek od października 1992 serwowało gorące, domowe posiłki w południe w jadalni bez opłat dla kogokolwiek. Ta kuchnia zupowa doprowadziła do długotrwałego powstania Miejsca Naszej Wspólnoty (ang. Our Community Place), które obecnie znajduje się w budynku dawnej Armii Zbawienia po drugiej stronie ulicy.

### Samorządność pracownicza
Kiedy Copeland zdecydował się na sprzedaż lokalu, po poczuciu religijnego powołania do chrześcijańskiego seminarium, poszczególni pracownicy nie byli zainteresowani zakupem. Rozważał jakiś rodzaj własności grupowej i rozpoczął eksperymenty nad modelami typu Cheese Board Collective w Berkeley w Kalifornii oraz w spółdzielniach Mondragon w regionie Basków w Hiszpanii; kluczowe cechy kolektywu to głos dla każdego właściciela oraz udział w zyskach dzielony w zależności od nakładów pracy (nie kapitału). W 2002 rozpoczęły się regularne spotkania z pracownikami firmy, których celem było stworzenie korporacji pracowniczej, którą ostatecznie nazwano by The Little Grill Cooperative (pol. Małz Spółdzielnia Grillowa). W czerwcu 2003 nowy kolektyw kupił restaurację od Copelandq, wykorzystując to, co nazywali „finansowaniem społecznościowym” do uzyskania zaliczki. Od tego czasu celem kolektywu była praca nad lokalizacją żywności i tworzeniem tego, co uważa za „zdrowe środowisko pracy dla satysfakcjonującego doświadczenia zawodowego”.
Wideo pt. The Little Grill zostało stworzone przez studentów JMU w listopadzie 2008, opisano w nim, jak rozpoczął się projekt The Little Grill Collective.

## Własność
Little Grill Collective to spółdzielnia będąca własnością pracowników, zarządzana w sposób demokratyczny, której członkowie połączyli siły, aby produkować towary i/lub usługi. Każdy nowy pracownik-właściciel Little Grill wnosi swe fundusze w celu wzmocnienia własności. Zyski są rozdzielane pomiędzy członków „na zasadzie mecenatu (kupowanie w firmie, praca w firmie lub sprzedaż za jej pośrednictwem)”. Kontrola biznesowa jest sprawowana przez członkostwo na zasadzie jeden członek – jeden głos.
Stosunek liczby pracowników-właścicieli do liczby pracowników zmienia się regularnie, na ogół jest to około połowa właścicieli, połowa pracowników. Pracownicy mają możliwość stać się właścicielami po przepracowaniu minimum 6 miesięcy. Koordynatorzy są wyznaczeni dla wielu aspektów operacyjnych restauracji, takich jak: „sztuka i rozrywka (muzyka i przedstawienia artystyczne), wyposażenie (systemy kuchenne i zamawianie żywności), finanse (rachunki, listy płac i podatki), zaplecze socjalne (szkolenia, jadalnia), personel (harmonogram i zatrudnianie), relacje międzyludzkie (oceny, mediacje), konserwacja (remonty budynków, inspekcje), public relations (reklama) i żywność detaliczna (catering)”. Koordynatorzy mają autonomię w podejmowaniu pewnych decyzji i wydawaniu pieniędzy bez konsultacji z grupą. Właściciele i pracownicy „mogą otrzymać wynagrodzenie za pracę” w komisjach zajmujących się którymkolwiek z tych obszarów.
Członkowie spotykają się dwa razy w miesiącu, aby „przejrzeć sprawozdania finansowe, zapoznać się z nowymi pracownikami, dokonać ogłoszeń, przedstawić pomysły, ustalić terminy innych spotkań, utworzyć komisje i podjąć szereg decyzji”. Inny właściciel jest wybierany, aby „utrwalić porządek obrad i ułatwić każde spotkanie”. Decyzje są podejmowane „na zasadzie konsensusu… z większością 80%”.

## Menu
Od października 1992 menu ma na celu zwrócenie uwagi na etycznie myślących klientów i wegetarian. Restauracja serwuje piwo i udostępnia posiłki na wynos w każdej chwili, gdy nie ma listy oczekujących na obsługę w jadalni. Aplikacja na smartfony uruchomiona we wrześniu 2011 „umożliwia użytkownikom mobilny dostęp do menu, aktualizacji blogów, a nawet ciekawostek składających się na historię jadłodajni”.

### Śniadania
Na talerzach śniadaniowych znajdują się: Tofu jajecznica, Beth’s Favorite (jajecznica) i The Dooley (podawana z sosem). Tofu jest zawarte w kilku specjałach śniadaniowych, w tym tofu rancheros, tofu scrambler, tofu burrito i tofu grinder. Oferowana jest maślanka i naleśniki gryczane, w tym Blue Monkeys (banany i jagody w maślance) oraz naleśniki sezonowe. Omlety to m.in. western oraz Love Omelet robione z restauracją Love Burger (patrz poniżej). Jeden ze współwłaścieli mówił o śniadaniach: „dajemy z siebie wszystko – robimy jajka w dowolnym stylu i dużo śniadaniowych specjałów. Wszystko jest zrobione od podstaw – robimy naprawdę dobre tofu. Naleśniki są dość popularne – mamy szeroki wybór; cała Blue Monkey [jest popularna]”
Naleśniki Blue Monkey zainspirowały do stworzenia koszulki z niebieską małpą jedzącą naleśniki, sprzedawaną w restauracji.

### Lunch/Obiad
Oferta obiadowa obejmuje przystawkę felafelową i cytrynową tahini, robioną z domowymi kulkami felafelowymi i podawaną z domowym dressingiem cytrynowym tahini, sałatkę Veggie Chef. Specjalnością posiłków są Go Ask Alyce („chrupiący domowy felafel z podsmażonymi grzybami”), Greek Alyce (z serem feta) i Felafel in a Pita („z kostką pomidorów i cytrynowym dressingiem tahini”). Specjalne kanapki to Tempeh Rueben, BBQ Tempeh, lokalny kurczak z wolnym wybiegiem w sosie BBQ i lokalny organiczny hamburger. Latem 2015 restauracja zaczęła oferować sezonowo zmieniające się menu obiadowe, wykorzystujące w sezonie lokalne składniki. Restauracja nie serwuje już kolacji, ale jest otwarta kilka wieczorów na imprezy okolicznościowe lub prywatne.

### Specjalne noce
Przed przejściem do letniego menu 2015, w wybrane dni tygodnia, w Little Grill odbywały się specjalne nocne menu. Wtorek był Nocą Meksykańską, środa była Nocą Indian lub Wildcard Special w zależności od szefa kuchni, czwartek był Nocą Śniadania, a piątek był Nocą Down Home/Southern Cookin’. Chociaż restauracja nie jest już otwarta nocą przez cały rok, Meksykańska Noc jest nadal organizowana od wtorku w nocy z czerwca na sierpień.
Little Grill bierze udział w odbywającym się co pół roku wydarzeniu Taste of Downtown – tygodniowej imprezie, w ramach której w większości restauracji w centrum Harrisonburga przygotowywane są obiady i kolacje. W ramach działań promocyjnych, zainicjowanych w 2008 przez niedochodową grupę rewitalizacyjną Harrisonburg Downtown Renaissance.

### Składniki
Little Grill robi wszystkie swoje własne naleśniki, ciasteczka, picante, hiszpański ryż, chili itp. Składniki są wolne od wysokofruktozowego syropu kukurydzianego, tłuszczów trans lub hormonów wzrostu rBGH. Jako alternatywę stosują masło wegańskie i pozbawione tłuszczów trans produkty od Earth Ballance m.in. na grillu. Wytwarzają też własną „soysage”, wegańską alternatywę dla kiełbasy, wykonaną od podstaw, z całej soi, mąki pszennej i szeregu przypraw. Oferują również Love Burger: pełnoziarnisty wegetariański burger przyprawiany i grillowany. Na śniadanie z dodatkiem Love Omelet. Groovy Gravy, wegetariański i wegański sos z grzybów, serwowany na herbatniki z pszenicy miodowej, ciastka ziemniaczane lub smażone ziemniaki.
Wszystkie produkty chlebowe – bułki podgrzewane; cynamonowy zakwas wirowy; chleby pszenne, białe i żytnie – są produkowane przez lokalnego piekarza w Dayton w Wirginii. Bajgle są pieczone w lokalnej piekarni bajgli. Jaja z chowu na wolnym wybiegu pochodzą od lokalnego dostawcy drobiu; mięso jest pozyskiwane lokalnie. Pozyskują oni jak najwięcej produktów z pobliskich przedsiębiorstw, takich jak Muddy Bikes Urban Garden, Our Community Farm i Radical Roots Community Farms.

### Napoje
Aby zastąpić takie międzynarodowe marki jak Coca-Cola, Anheuser-Busch, Miller, Coors i Folgers, Little Grill używa naturalnych i ‘domowych’ substytutów, takich jak ‘domowa lemoniada’ i ‘domowa lemoniada imbirowa’. Blue Sky dostarcza sodę kremową, piwo korzenne Virgil's Root Beer i colę, natomiast napoje dietetyczne pochodzą z Zevii, a herbaty i kawy z Equal Exchange.
Oferują piwa w butelce z lokalnego browaru i mikro-browarną selekcją.

## Rozrywka

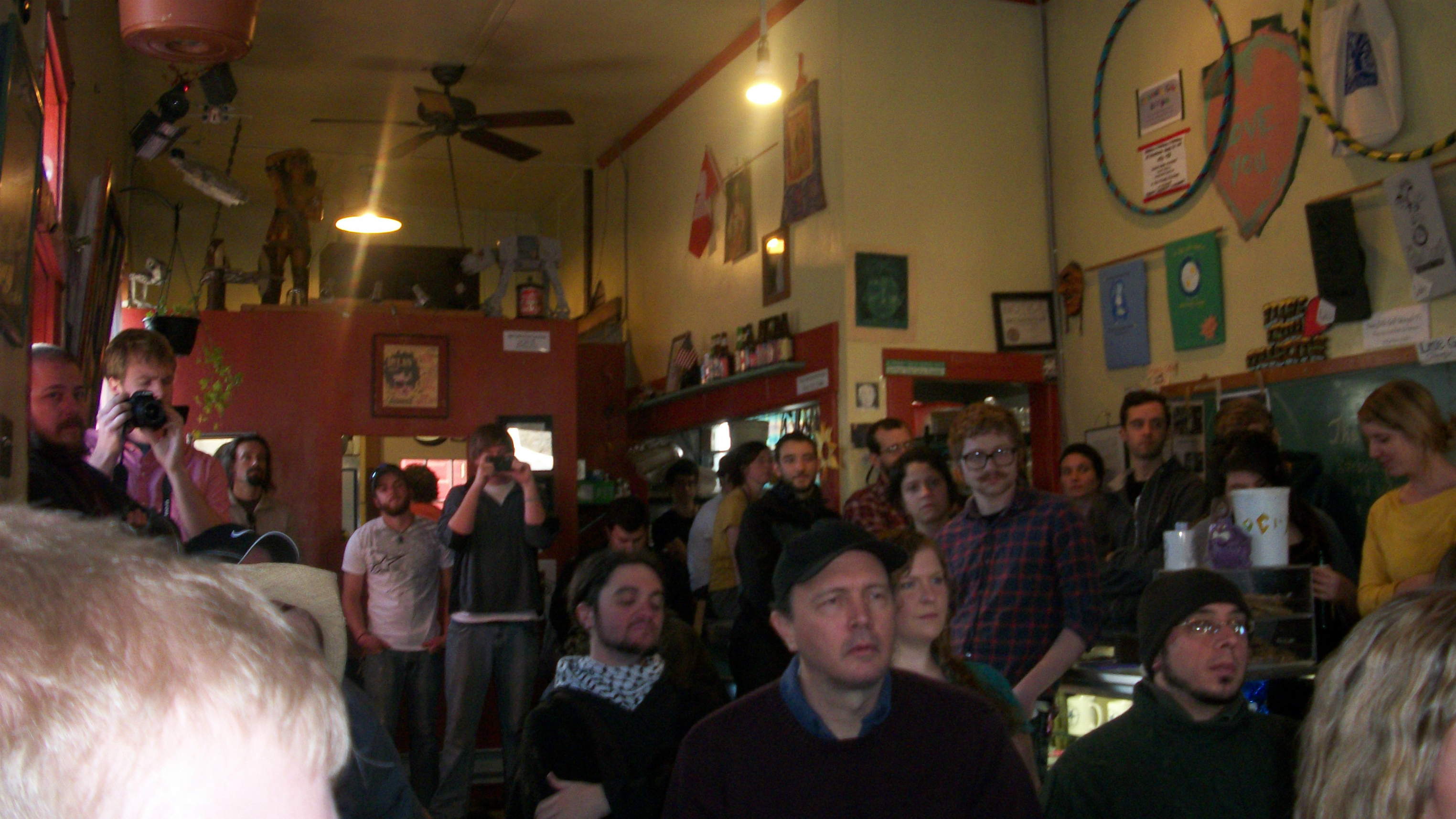
Widownia podczas występu Ketch Secor oraz Chris ‘Critter’ Fuqua w 2012 r.

Little Grill oferuje rozrywkę od lokalnych talentów pisarskich, performatywnych, muzycznych i komediowych – poprzez regularną cotygodniową otwartą scenę i specjalne pokazy. W każdy czwartkowy wieczór prezentowano pole do popisu dla poetów, gawędziarzy, komiksiarzy i muzyków, w tym studentów z Uniwersytetu Jamesa Madisona. Historycznie, założyciele zarówno The Hackensaw Boys i Old Crow Medicine Show – Robert St. Ours, David Sickmen, Rob Bullington, Chris ‘Critter’ Fuqua, Ketch Secor itd. – spotkali się i wystąpili w Little Grill.
Specjalne pokazy obejmują fundraiserów dla lokalnych organizacji, utwory sceniczne stworzone przez właściciela i open mic mistrza ceremonii Chrisa Howdyshella, a także komedię. Pierwszy „Ha-Ha Fest”, który odbył się w lutym 2012, jest tego przykładem. „The Girl Who Died Most Mysteriously”, spektakl z oryginalnymi piosenkami napisanymi przez pracownika/właściciela Little Grill, Chrisa Howdyshella, został wykonany w październiku 2011, a jego grupa muzyczna The Dish Dogs wspiera „lokalną obsadę nie-aktorów”.
Środowe noce były wcześniej zarezerwowane na grę w bingo, w którą grają goście.

### Miejsce spotkań
Little Grill słynie z pokazywania nadchodzących i popularnych lokalnych oraz regionalnych zespołów, a także bardziej znanych grup. Zespoły koncertowe podróżujące po Interstate 81, być może z większych rynków muzycznych na północy, takich jak Filadelfia czy Nowy Jork, do południowych regionów często zatrzymują się na występy. Lokalne i regionalne, które się tam pojawiły to: The Hackensaw Boys, The Steel Wheels, oraz Joe Overton i Clear Blue Sky. Wielu pracowników (i wspólnych właścicieli) The Little Grill było muzykami, często pojawiającymi się tam sami. Właściciel Chris Howdyshell, który promuje cotygodniowy open mic i wystawia specjalne pokazy, założył Red River Rollercoaster i The Dish Dogs – często występujący na scenie Little Grill. Rysuje personel z grilla, jak Ashley Hunter i Joshua Vana. Dawni muzycy, którzy tam pracowali to Robert St. Ours (założyciel The Hackensaw Boys), jego brat Phillip St. Ours (założyciel Pantherburn), Billy Brett i Terry Turtle (założyciele Buck Gooter), Lara Mack i Kyle Oehmke (obaj członkowie The Dish Dogs). Inni to Greg Ward i Nick Melas.
Trzech braci St. Ours, Chris ‘Critter’ Fuqua i Ketch Secor założyli grupę Route 11 Boys – prekursorską do The Hackensaw Boys i Old Crow Medicine Show. Secor powiedział, że jeśli chodzi o rolę open mic Little Grill w jego muzycznej karierze, to była to „naprawdę pierwsza szansa, by [on i] Critter mogli grać na scenie”. Będąc „trochę młodszym” niż „studenci na Uniwersytecie Jamesa Madisona, którzy zazwyczaj spędzali tam czas”; mówi Secor „Wiedzieli, że mamy talent, ale to było surowe. To znaczy, byłem tam na górze nawalając na drumli, kiedy miałem 13 lat”.
To właśnie w Little Grill Ketch Secor po raz pierwszy zobaczył swojego ‘rówieśnika’ Roberta St. Ours – który później odnalazł The Hackensaw Boys. Secor tworzył Route 11 Boys z St. Ours i jego braćmi i często występowali w Little Grill.
W skład nielokalnych grup znanych bardziej poza regionem weszli m.in.: Andy Friedman, Paul Curreri i jego żona Devon Sproule, współlokatorzy Danny Schmidt i Carrie Elkin, Anaïs Mitchell, Mary Gauthier, Tony Furtado, The Two Man Gentlemen Band, The Wiyos, oraz Adrienne Young i Little Sadie. O występach w Little Grill, Young powiedział: „Najlepszy występ w historii. Energia była tak smakowita (sic)”.

### Studio nagrań
W The Little Grill nagrywano również muzykę. Poprzedni właściciel Tom Kildea nagrał tam w 1999 swój album Love Like Wood.

### MACRoCk
Little Grill służy co roku jako miejsce konferencji radiowej The Mid-Atlantic College (MACRoCk), dołączając do innych miejsc w centrum Harrisonburga: Artful Dodger, Blue Nile, Clementine, Court Square Theater i Downtown 34 Music (w 2011).  Ten festiwal radiowy w college’;u, obejmujący warsztaty, panele i ekspozycję wytwórni płytowych, finansowany jest przez oddolne zrzeszenia.

### Fundraisers
Adrienne Young & Little Sadie wystąpiły 27 czerwca 2008 w ramach ‘Buy Fresh, Buy Local’ na rzecz FoodRoutes Network (FRN), krajowej organizacji non-profit, której celem jest wspieranie innych lokalnych grup, które promują zrównoważone rolnictwo i lokalne systemy żywnościowe. Następnego dnia jej grupa gościła na corocznym spotkaniu Our Community Place Lawn Jam. Znani muzycy z okolicy zorganizowali i wystąpili w 2008 roku w ramach zbiórki pieniędzy na rzecz lokalnego muzyka i lutnika Steve’a Parksa z pobliskiego Dayton, u którego zdiagnozowano nieoperacyjny nowotwór. Wśród wykonawców znalazł się muzyk bluesowy Bob Driver, były właściciel Grilla; razem stworzyli grupę muzyczną Parks  & Driver.
Ketch Secor i Chris ‘Critter’ Fuqua pojawili się tam wraz z Robertem i Phillipem St. Oursem 14 stycznia 2012, aby wesprzeć Our Community Place. Gdyby Johnny St. Ours nie kręcił filmu dokumentalnego w innym miejscu, mogliby mieć pełne spotkanie grupy Route 11 Boys. Zjazd ten był pierwszym razem, kiedy wielu pierwotnych członków Route 11 Boys wystąpiło razem, co oznaczało powrót do Old Crow dla Fuqua, powrót do Harrisonburga dla Secora i wspólny powrót do miejsca, gdzie wszystko się zaczęło dla nich wszystkich.
Po niedawnej utracie jednego z pierwotnych założycieli, grupa przechodziła przez trudny okres i potrzebowała odnowy. Jak relacjonuje Secor: „Po odejściu Williego (Watsona) rzeczy stały się trochę chaotyczne. Critter i ja musieliśmy porozmawiać o tym, że chcemy zagrać trochę Conjunto w San Antonio, a może wrócić do Maine, tak jak to robiliśmy na Route 11 Boys. Obydwie rzeczy, jako sposób na powrót do powodu, dla którego zaczęliśmy tworzyć muzykę. Zdecydowaliśmy się na powrót do doliny i zabawę przy The Little Gril, gdzie dosłownie zaczęliśmy od początku. Powrót do domu był pełen czystej dobroci i odnowy, tylko po to, by śpiewać ze starym kumplem w starym stylu. Dla niektórych ludzi to było tak, jakbyśmy nigdy nie opuścili hrabstwa Rockingham. Kiedy wyjeżdżaliśmy z miasta, złapaliśmy autostopowicza (sic), dzieciaka znanego nam z liceum, i podrzuciliśmy go do domu jego mamy w Weyers Cave (sic), tak jakby czas nie uciekał”.
Fuqua zgadza się, że „cała trasa ‘Ketch and Critter’ w tym roku „była dość szczególna”: „Trudno opisać wszystkie emocje, które czułem gdy Ketch i ja zjechaliśmy z płaskowyżu Cumberland (sic) i do Smokies, a następnie do naszego starego domu w ośnieżonej dolinie Shenandoah. To było takie dobre, takie czyste, takie odkupienne. Ketch i ja wiele przeszliśmy w czasie naszej rozłąki przez te ostatnie cztery czy pięć lat, a ta podróż była katarktyczna w sensie kosmicznym. Zawsze byliśmy najlepszymi przyjaciółmi, ale u podstaw naszej przyjaźni leży m.in. ta pasja do muzyki, stary, bardyjski duch, który trzeba było ożywić”.
Dodatkową atrakcją była wizyta The Grilla dla Fuqua: Punktem kulminacyjnym wycieczki było dla mnie granie w The Little Grill… To tutaj Ketch i ja zdobiliśmy doświadczenie, kiedy mieliśmy 13 lat, i to było jak podróż bohatera, tę, którą wszyscy miewamy w życiu, a my zrobiliśmy pełne kółko. Te wszystkie pieniądze, które zarobiliśmy... wsparły Our Community Place. Ron Copeland, wizjoner The Little Grill, a teraz kaznodzieja mennonitów (sic), był zachwycony i tak dobrze było mu się zrewanżować, bo dał nam tak wiele. Miejsce do palenia i picia kawy, grania piosenek i zakochiwania się w aksamitnych obrazach Boba Dylana”.
Do ich nostalgicznego powrotu dołączyli poprzedni koledzy i przyjaciele z zespołu: „Nasi dobrzy kumple z Route 11, bracia St. Ours, Phillip i Robert Holy Bear, weszli z nami na scenę, a to przypieczętowało umowę. Niebo”.

## Nagrody I wyróżnienia
Little Grill został uznany za Najlepsze Miejsce Śniadaniowe i Najlepsze Wegetariańskie w ankiecie Daily News-Record Best of the Valley w 2009, 2010, 2011, 2012, 2013, 2014, 2015 i 2016.